# سان فيليس كانسيلو
سانت فيليس كانسيلو؛ هي بلدية (comune) في مقاطعة كزرتة (Province of Caserta) من مقاطعات إقليم كمبانيا (Campania) جنوب إيطاليا ، وتقع على بعد حوالي 30 كيلومتر (19 ميل) شمال شرق نابوليNaples ( العاصمة الإقليمية لكمبانيا) وحوالي 14 كيلومتر (9 ميل) جنوب شرق مقاطعة كزرتة.
في الغالب اقتصادها زراعي .

## روابط خارجية
- الموقع الرسمي